# Anselme Mathieu

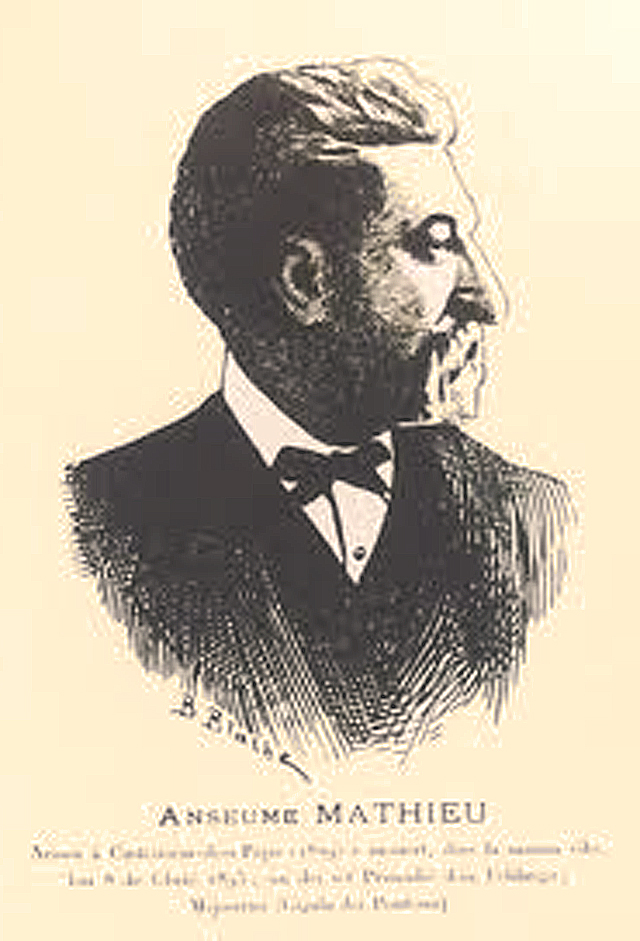
Anselme Mathieu

Anselme Mathieu (* 21. April 1828 in Châteauneuf-du-Pape; † 8. Februar 1895 ebenda) war ein französischer Dichter okzitanischer Sprache.

## Leben und Werk
Anselme Mathieu entstammte einer wohlhabenden Winzerfamilie. Im Alter von 16 Jahren traf er in Avignon mit Joseph Roumanille und Frédéric Mistral zusammen und begann, in okzitanischer Sprache zu dichten. 1854 gehörte er zu der Gründungsgruppe des Félibrige. 1862 erschien seine einzige Gedichtsammlung unter dem Titel La Farandoulo. Als er durch Auftreten der Reblaus ruiniert wurde, lebte er in verschiedenen Berufen in Avignon und Marseille, ging verarmt nach Châteauneuf-du-Pape zurück und starb dort mit 66 Jahren an einem Unfall.
Mathieu, von Beginn (1876) an Majoral (Akademiemitglied) des Félibrige (Sitz: Cigalo di Poutoun, o de Castèu), veröffentlichte auch unter dem Pseudonym Lou Felibre di poutoun (Kuss-Feliber). Eduard von Jan nannte seine Dichtung „ein anakreontisches Schwelgen in Schönheit und Daseinsfreude“.
Seine Statue befindet sich seit 2016 im Parc des Poètes von Eyragues.

## Werke (Auswahl)
- La Farandoulo. Poésies provençales. Bonnet, Avignon 1862. Roumanille, Avignon 1868. (Vorwort von Frédéric Mistral)
- Oeuvres complètes. Hrsg. Pierre Julian. 2 Bde. Macabet, Vaison-La-Romaine 1928. Culture provençale et méridionale, Raphèle-lès-Arles 1981. (zweisprachig)
- Conte causi. Hrsg. Françoise Blay. Comptador generau dau libre occitan, Vedène 1975.
- Contes provençaux et oeuvres diverses. Hrsg. Pierre Julian. Petit, Raphèle-les-Arles 1990.